# 倉敷ジャンクション
倉敷ジャンクション（くらしきジャンクション）は、岡山県倉敷市三田と生坂にある山陽自動車道の本線と倉敷早島支線のジャンクションである。

## 歴史
- 1988年（昭和63年）3月1日 : 山陽自動車道の倉敷JCT - 福山東IC間および山陽自動車道 倉敷早島支線の倉敷JCT - 早島IC間の開通に伴い供用開始[1][2]。
- 1991年（平成3年）3月16日 : 山陽自動車道の岡山JCT - 倉敷JCT間が開通[1]。

## 接続する道路
- E2 山陽自動車道
- E2 山陽自動車道 倉敷早島支線

## 隣
E2 山陽自動車道
(14)岡山IC - (14-1)吉備SA/SIC - (15)岡山JCT - (16)倉敷JCT - (17)倉敷IC
E2 山陽自動車道 倉敷早島支線
(16)倉敷JCT - (1)早島IC/TB